# 梁廷卿
梁廷卿（？—？），號見龍，浙江金華府金華縣人，明朝政治人物。

## 生平
萬曆十三年（1585年）乙酉科浙江鄉試舉人。萬曆二十年（1592年），登壬辰科第二甲第十三名進士，都察院觀政，八月授刑部主事，二十三年升员外郎，升郎中，二十五年仕至撫州府知府，二十七年京察降调，卒。

## 家族
曾祖梁景輝；祖父梁宣，贈知縣；父梁淮，癸丑进士，兵部主事。